# Heliamphora nutans

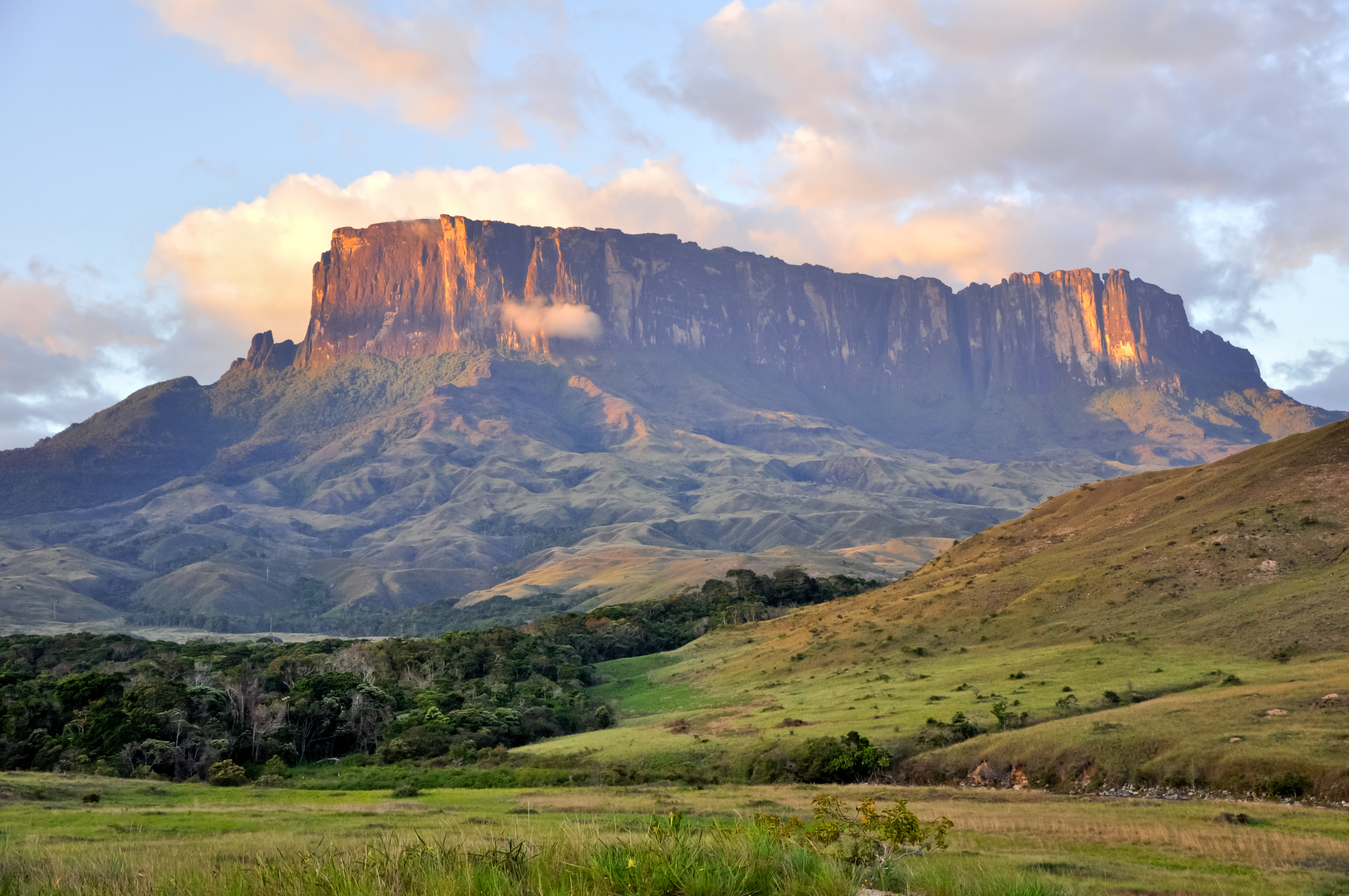
Roraima-Tepui, ein Lebensraum von Heliamphora nutans

Heliamphora nutans ist eine fleischfressende Pflanzenart aus der Gattung der Sumpfkrüge (Heliamphora), sie ist nur von einigen Tafelbergen im Dreiländereck Venezuela, Brasilien und Guyana bekannt.

## Merkmale
Heliamphora nutans ist eine krautige Pflanze, die vasenförmige Schläuche bis zu einer Länge von 10 bis 30 Zentimetern bildet. Die Öffnung der Schläuche erreicht Durchmesser von bis zu 7 Zentimeter. Von der Öffnung führt ein trichterförmiger Teil bis zu einer Einschnürung, ab der sich der Schlauch bauchig erweitert. Er ist meistens gelblich grün gefärbt und von roten Äderchen durchzogen. Über der Öffnung bildet die Pflanze einen kleinen roten, hütchen- bzw. helmförmigen Deckel aus.
Die weißen oder zartrosafarbenen, glockigen Blüten sind in rund 80 Zentimeter hohen Blütenständen angeordnet.

## Vorkommen
Heliamphora nutans kommt auf einigen Tepuis im venezolanischen Grenzgebiet zu Guyana und Brasilien vor, darunter Roraima-Tepui, Yuarani-Tepui, Kukenan-Tepui, Tramen-Tepui und Ilu-Tepui.
Heliamphora nutans wird in Höhen von 1200 bis 2810 Metern gefunden. Auf den nährstoffarmen Plateaus der Tafelberge ist die Pflanze großen Temperaturschwankungen zwischen Tag und Nacht ausgesetzt. In der Nacht kühlen die Hochflächen des Roraima-Tepui trotz der tropischen Klimazone bis auf wenige Grad Celsius ab. Zu Nachtfrost kommt es jedoch nicht. Tagsüber wurden Temperaturen von 15 bis 25 Grad Celsius gemessen.
Die Art ist von viel Licht und den starken Regenfällen abhängig, die hier die Feuchtigkeit liefern, aber zur Verkarstung der Felslandschaft beigetragen haben. Der Mangel an Nährstoffen wird durch das Einfangen von Tieren ausgeglichen, die in die Schläuche fallen. Diese Tiere werden jedoch nicht durch die Pflanze selbst verdaut, sondern sie werden von Bakterien zersetzt. Die Nährstoffe werden dann durch die Pflanze aufgenommen (Präkarnivorie).

## Systematik
Heliamphora nutans ist die Typusart der Gattung Heliamphora, bis 1931 war sie auch die einzige bekannte Art der Gattung. Sie wurde zuerst 1838. von Moritz Richard Schomburgk und Robert Hermann Schomburgk entdeckt und 1840 von George Bentham beschrieben. Das Artepitheton nutans (lat. für „nickend“) verweist auf die nickenden Blüten.

## Forschungsgeschichte
Im Jahre 1885 gelang Sir Everard Im Thurn die Erstbesteigung des Roraima-Tepui. Er berichtete, dass Heliamphora nutans, die „Kannenpflanze Südamerikas“, auch auf der Hochebene des 2810 Meter hohen Berges zu finden sei. Es ist dies, abgesehen vom möglichen fallweisen Auftreten in höheren Lagen des Pico da Neblina, das höchste zusammenhängende Verbreitungsareal eines Sumpfkrugs.
Vom Tramen-Tepui sind Hybride von Heliamphora nutans und Heliamphora ionasii bekannt.
1881 brachte David Burke (1854–1897), der im Auftrag von Veitch and Sons im damaligen Britisch-Guayana nach seltenen Pflanzen suchte, Heliamphora nutans mit nach England, wo sie kultiviert wurde.

## Galerie

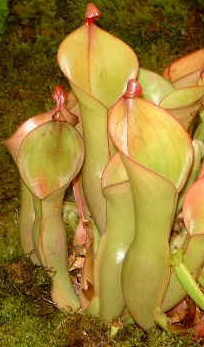
Grün gefärbte Pflanze
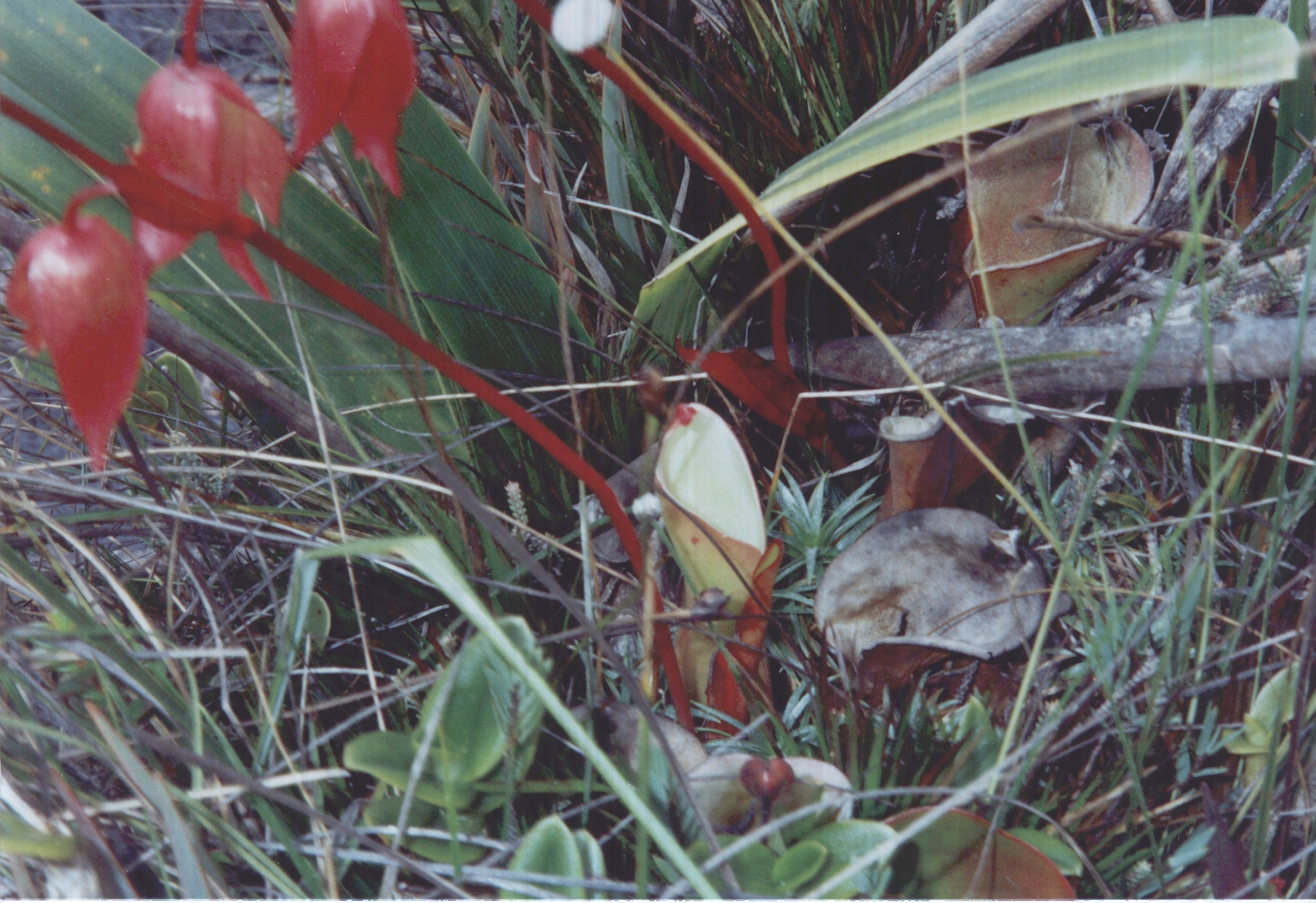
Blühende Heliamphora nutans
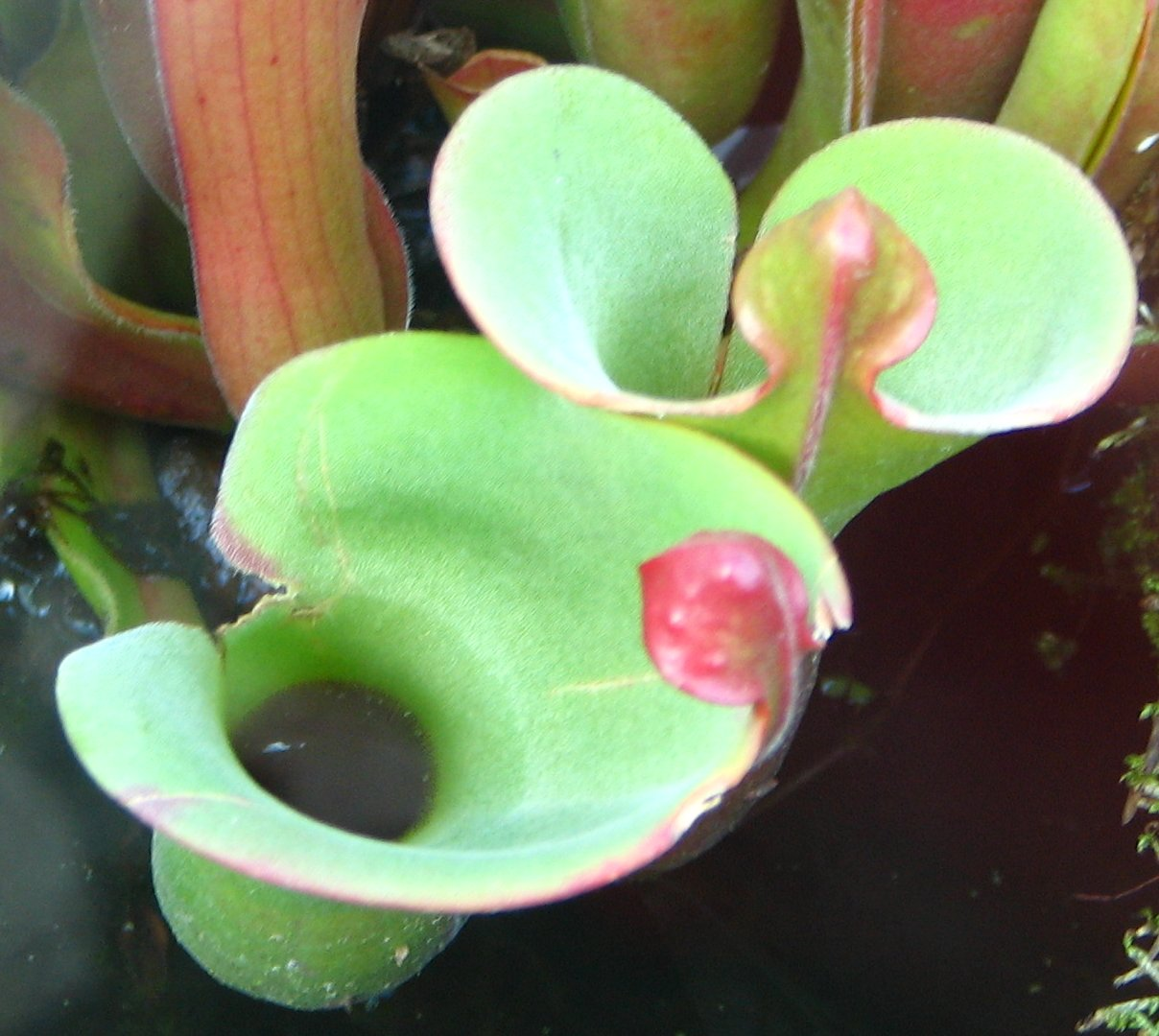
Blick in die Falle
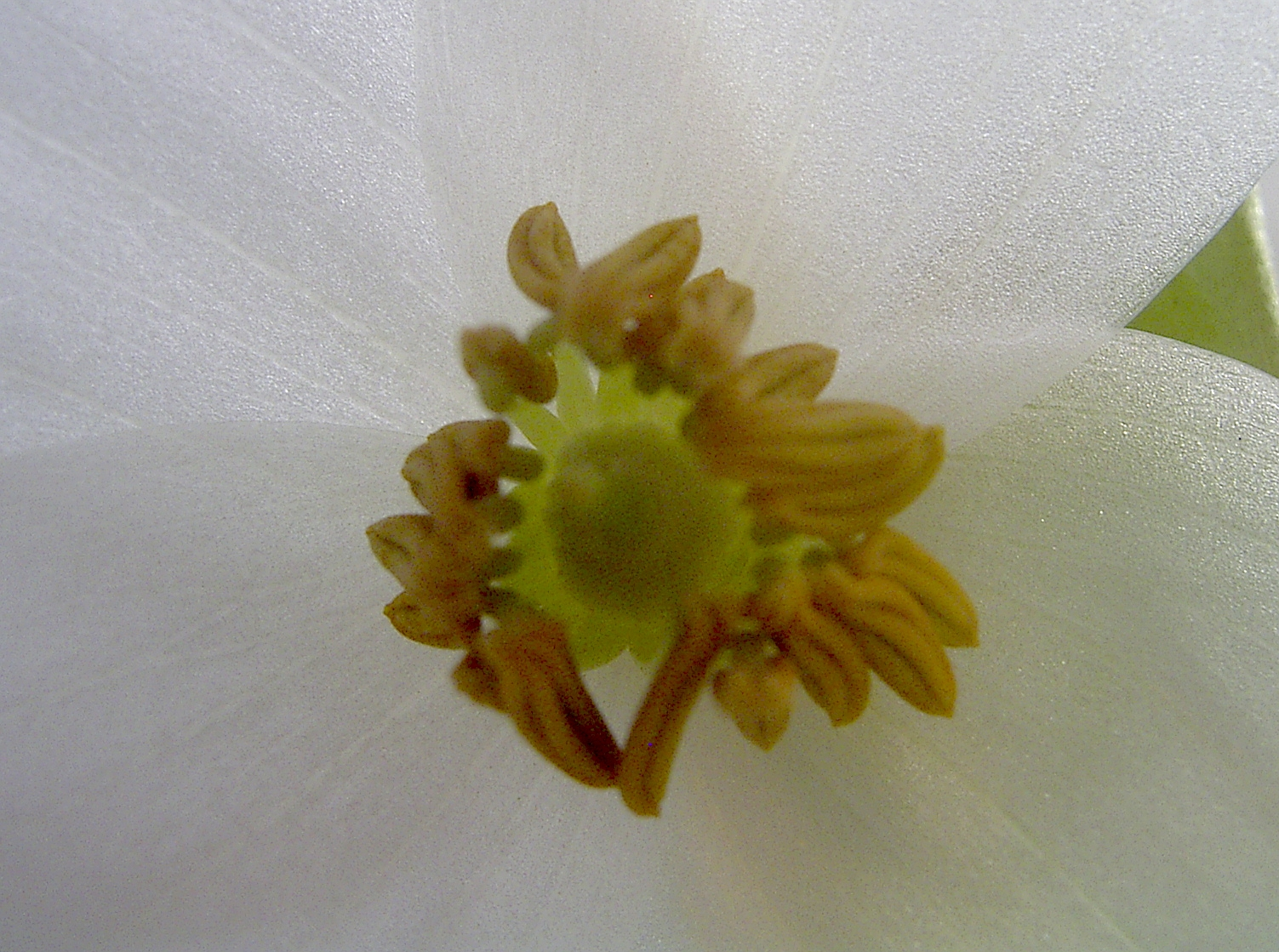
Detailaufnahme der Blüte von Heliamphora nutans